# Miha Zarabec
Miha Zarabec (født 12. oktober 1991 i Novo Mesto, Slovenien) er en slovensk håndboldspiller som spiller for THW Kiel og Sloveniens herrehåndboldlandshold.
Han deltog under EM i håndbold 2020 i Sverige/Østrig/Norge.